# Lac Ossa
Le lac Ossa est un lac situé dans le département de la Sanaga-Maritime, au Cameroun. D'une superficie de 4 507 hectares, le lac est divisé en deux bassins : Ossa et Mevia. Il contient 22 îles.
La profondeur maximale est de 10 mètres, pour une moyenne de 3m, en 1987.
Situé à l'ouest d'Édéa, le lac est un lieu populaire pour la baignade et la pêche.

## Faune
Le lac est considéré comme une réserve naturelle, site écologique et touristique du fait de la présence des 
lamantins  (mammifère endémique du lac).

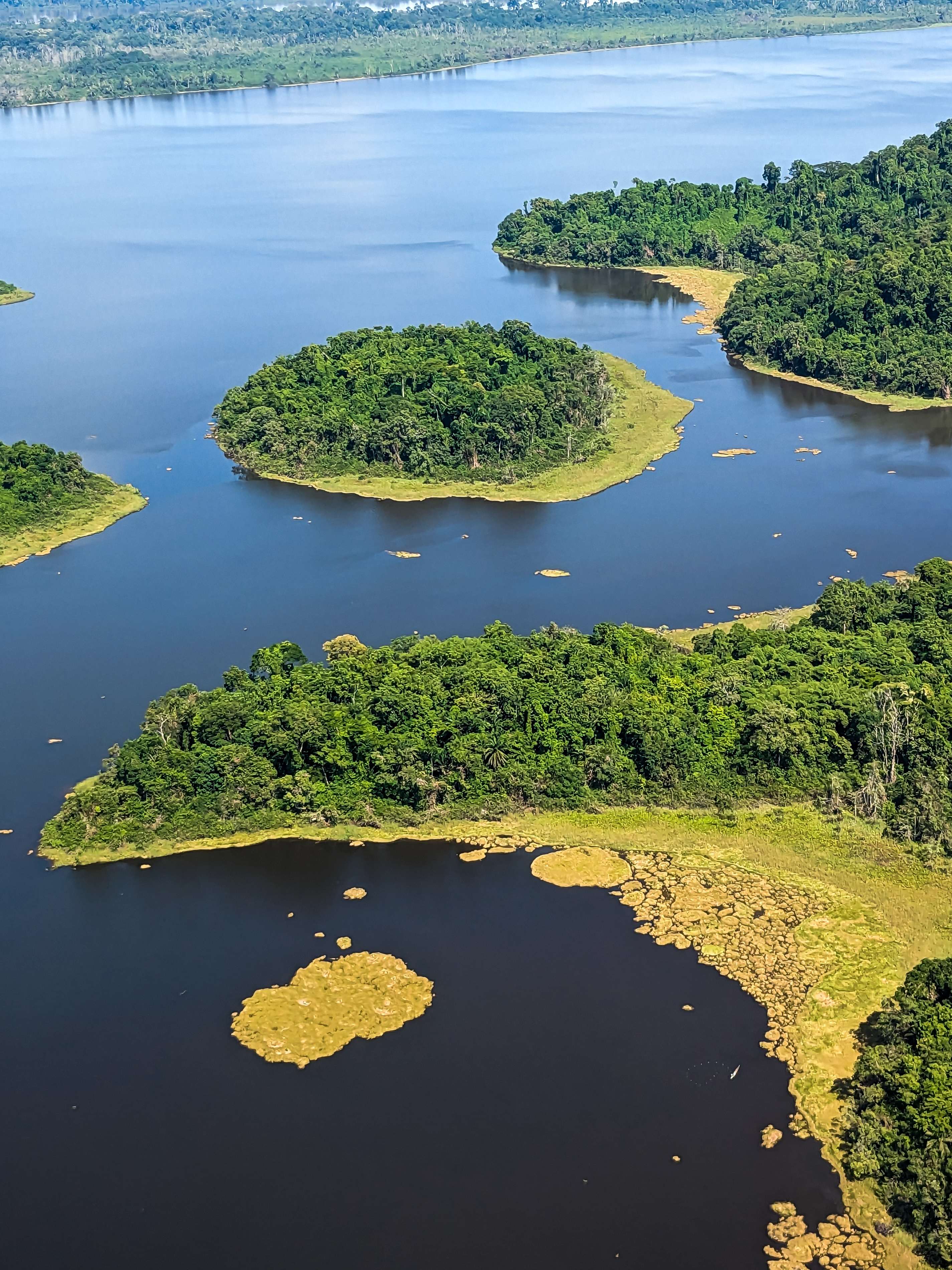
Réserve de faune du Lac Ossa Région du Littoral du Cameroun.
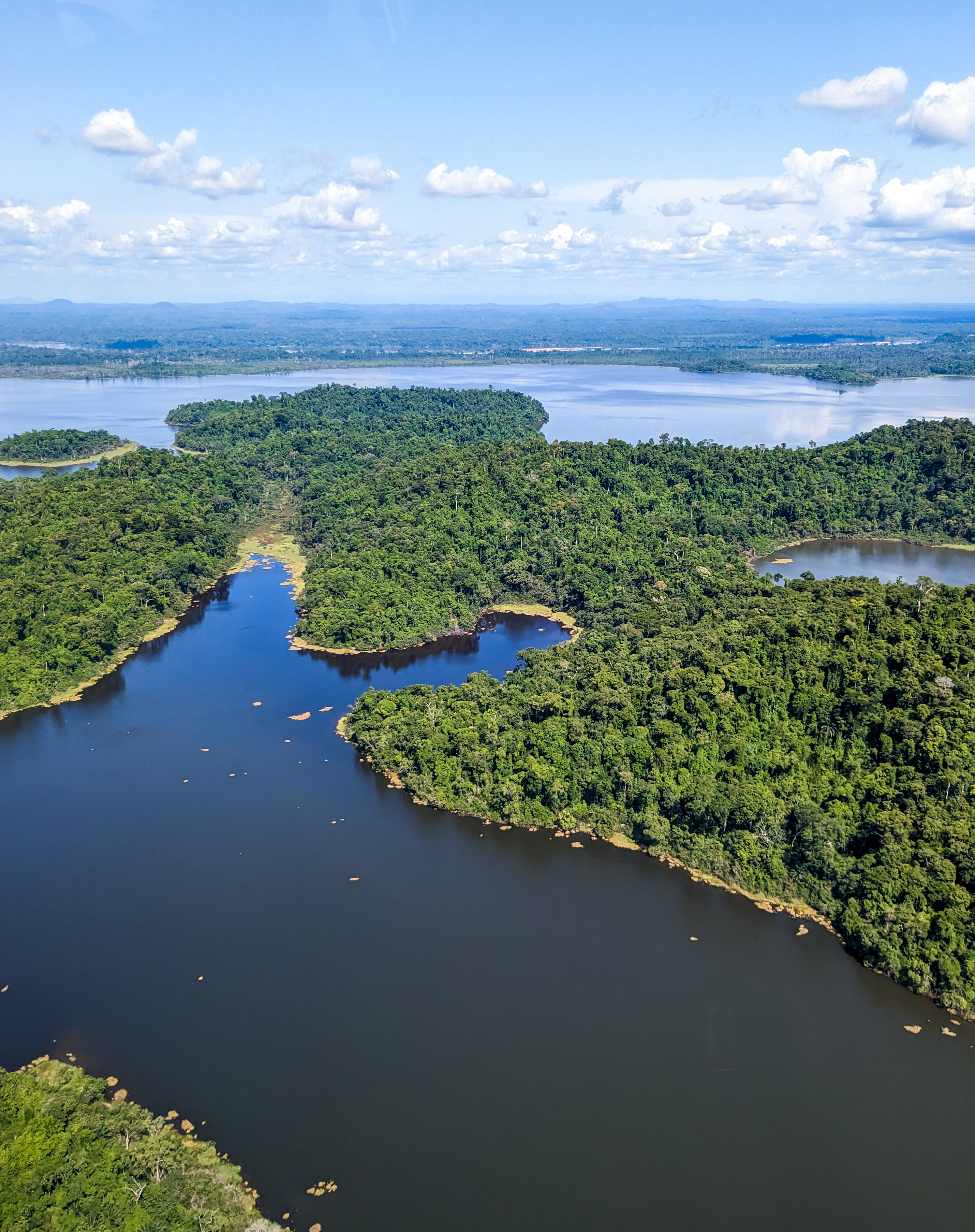
Réserve du lac Ossa, Région du littoral